# Stetten, Niederösterreich
Stetten är en ort och kommun i Österrike. Den ligger i distriktet Korneuburg i förbundslandet Niederösterreich,17 km norr om huvudstaden Wien.